# 지현옥
지현옥(池賢玉, 1959년 1월 20일 ~ 1999년 4월 29일)은 대한민국의 산악인이다.

## 학력
- 서원대학교 미술교육학 학사

## 등반 경력[2]
- 1988년 매킨리 산 (대한민국 여성 최초)
- 1991년 무즈타그아타(7546m)
- 1993년 에베레스트
- 1999년 안나푸르나(지현옥은 이 산에서 하산중 실종, 사망처리됨)

## 출연작
- 1988년 8월 31일 KBS 《11시에 만납시다 - 매킨리에 오른 한국산 처녀들》

## 서훈
- 1993년 체육훈장 기린장
- 2000년 체육훈장 백마장

## 같이 보기
- 오은선
- 고미영
- 다베이 준코 (일본)